# أولاف كوخ
أولاف كوش (بالألمانية: Olaf Koch)‏ هو مدير ألماني، ولد في 1 يونيو 1970 في باد زودن آن در تاونوس في ألمانيا.